# 三好正喜
三好 正喜（みよし まさよし、1926年6月22日 - ）は、日本の農学者、京都大学名誉教授。専門は農業経済学。

## 経歴
香川県生まれ。1953年東京大学農学部農林経済学科卒。1974年「十六世紀ドイツにおける農業生産力と農業経営の諸類型に関する研究 十六世紀ドイツ農書の研究」で京都大学より農学博士の学位を取得。京都大学人文科学研究所助手、講師、農学部助教授、1974年教授、1990年定年退官、名誉教授、岡山商科大学教授。

## 著書
- 『ドイツ農書の研究 十六世紀ドイツの農業生産力と農業経営類型』風間書房 1975
- 『続ドイツ農書の研究 D. リベルティ『貴族の家政術』』北斗書房 2012

### 共編著
- 『近世の日本農業』岡光夫共編 農山漁村文化協会 1981
- 『戦間期近畿農業と農民運動』編著 校倉書房 1989

翻訳
- H.ハウスホーファー『近代ドイツ農業史』祖田修共訳 未来社 1973
- 『日本農書全集 第10巻』「阿州北方農業全書(阿波)」徳永光俊と翻刻・現代語訳 農山漁村文化協会 1980

記念論文集
- 『小農の史的分析 農史研究の諸問題』三好正喜教授定年退官記念事業会編 富民協会 1990

## 論文
- <三好正喜